# Униря (футбольный клуб, Алба-Юлия)
«Униря» (рум. Fotbal Club Unirea 2006 Alba Iulia) — румынский футбольный клуб из города Алба-Юлия, выступающий в Лиге III.

## История
Клуб основан в 1924 году под именем Unirea Mihai Viteazul Alba Iulia. За всю свою историю клуб играл в основном в низших румынских лигах, изредка играя в Лиге II. Только в 2003 году, клуб впервые в своей 80-летней истории вышел в Лигу I. Это случилось под руководством тренера Аурела Шунды. Клуб с ходу занял в лиге 6-е место. Однако уже в следующем сезоне команда заняла 14-е место из 16 клубов и вылетела в «Лигу II». Сезон 2008/09 в Лиге II «Униря» провёл очень уверенно и вместе с первым местом завоевал путёвку в Лигу I, где задержался лишь на один сезон (занял последнее 18-е место).
В 1990-е годы команда была переименована в «Апулум», нынешнее название возвращено в 2006 году.

## Стадион

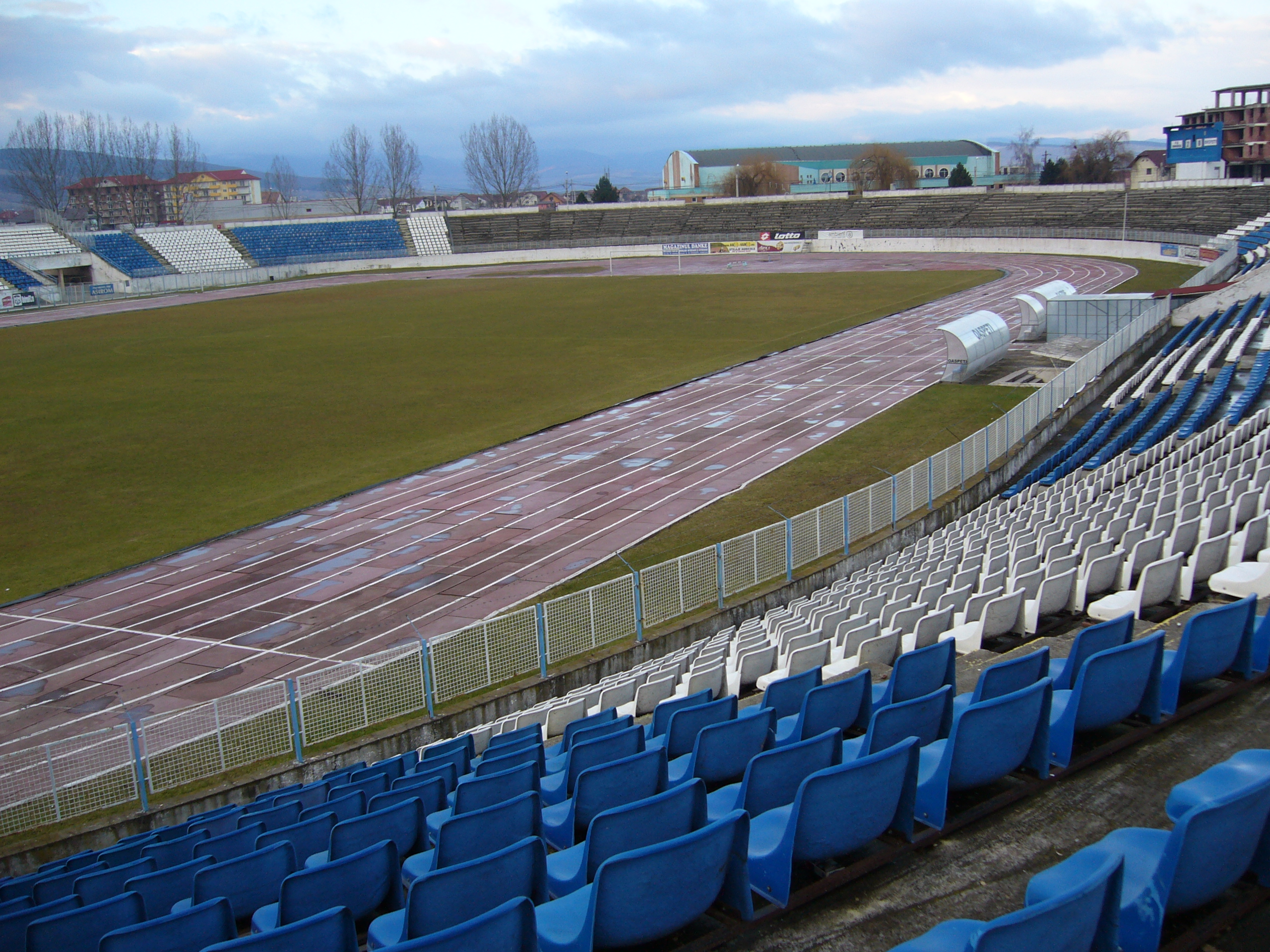
Стадион «Виктория-Четате»

Домашние матчи команда проводит на стадионе «Виктория-Четате», вмещающем 18 000 мест, из них 7 000 оборудованы пластиковыми стульями. Стадион открыт в 1982 году. Реконструирован в 2004 году. 11-й по вместимости среди румынских стадионов.

## Достижения
Кубок Румынии
- Лучший результат — полуфинал сезона 1990/91

Лига I
- Лучший результат — 6-е место в сезоне 2003/04

Лига II
- Победитель (2) — 2002/03, 2008/09

## Известные игроки
- Никола Вуядинович